# Marilyn Quayle

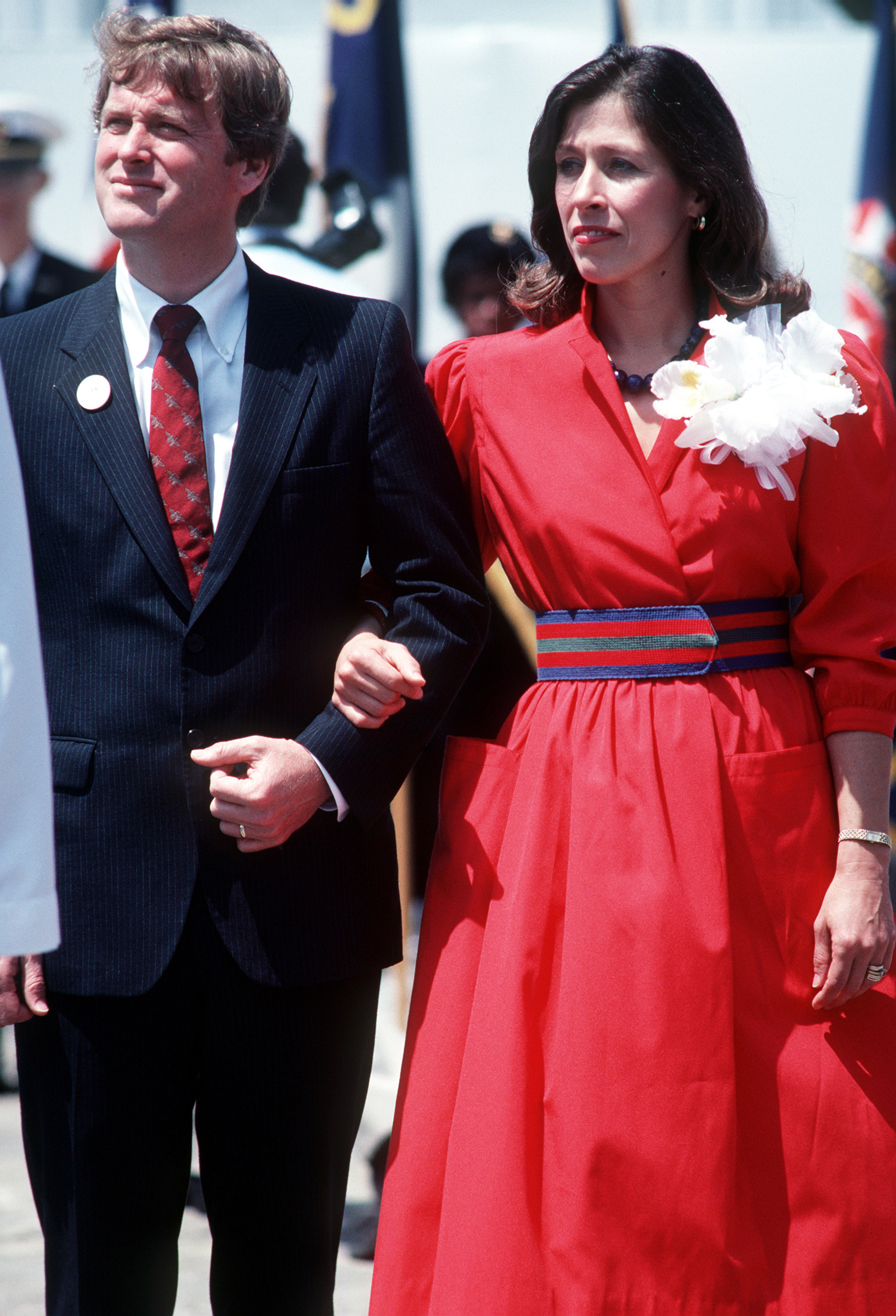
Marilyn Quayle mit ihrem Ehemann Dan (1984)

Marilyn Tucker Quayle (* 29. Juli 1949 in Indianapolis, Indiana) ist eine US-amerikanische Juristin und die Ehefrau von Dan Quayle, dem ehemaligen Vizepräsidenten der Vereinigten Staaten von Amerika.

## Leben
Marilyn Quayle studierte Politikwissenschaften an der Purdue University. Das Studium schloss sie als Bachelor ab. An der Indiana University School of Law, wo sie in Abendkursen ihr Doktorat in Rechtswissenschaften machte, lernte sie ihren zukünftigen Ehemann kennen. Gemeinsam gründeten sie eine Kanzlei in Huntington. Nachdem Dan Quayle 1989 Vizepräsident geworden war, bot man ihr seinen freigewordenen Sitz im US-Senat an, den sie aber ablehnte. Während der Amtszeit ihres Gatten war sie Vorstandsmitglied verschiedener Organisationen wie der USAID und dem National Cancer Institute. Gemeinsam mit ihrer Schwester Nancy Tucker Northcott verfasste sie zwei Romane. Heute ist sie für eine Anwaltskanzlei tätig. Die Quayles haben drei erwachsene Kinder. Der 1976 geborene Sohn Ben gehörte von 2011 bis 2013 als Abgeordneter aus Arizona dem Repräsentantenhaus der Vereinigten Staaten an.